# 放承恩
放承恩（1810年—1849年），傣族，云南省芒市人。第十九世芒市土司。

## 生平
放承恩出身土司世家，为十八世土司放泽重长子。1815年，芒市德昂族联合傣族发动起义，进攻芒市城，土司放泽重出逃龙陵。龙陵厅查实后得知放泽重为官不正，苛虐人民，遂将放泽重送昆问审，后发配大理府安置。族目公推放愈新出任土司代办，因横征暴敛，民众再次造反，将放愈新杀死。之后，族目公推放泽重之兄放泽浩为代办，放泽浩见放泽重革徙大理不能归，遂萌生了篡夺土司位的想法。云贵总督派员调解，族目联名公推放泽重嫡长子放承恩承袭芒市土司位。1826年，清廷颁布号纸一道，放承恩正式承袭土司位。1845年，保山回民起义爆发，放承恩出兵参剿，立下战功，升为四品正堂。放承恩呈请释放父母兄弟回籍，省府批准放泽重回籍，着放世恩留大理替父顶罪。1849年，放承恩病故。:158:12-13:137-160